# Janusz Borkowski (prawnik)
Janusz Borkowski (ur. 7 sierpnia 1934 w Łodzi, zm. 18 lutego 2012 tamże) – polski prawnik, profesor nauk prawnych, nauczyciel akademicki Uniwersytetu Łódzkiego, sędzia Sądu Najwyższego, sędzia Naczelnego Sądu Administracyjnego, specjalista w zakresie prawa i postępowania administracyjnego.

## Życiorys
Syn Antoniego i Marianny. W 1952 uzyskał maturę i rozpoczął studia na Wydziale Prawa Uniwersytetu Łódzkiego, które ukończył 1956. W tym samym roku został pracownikiem Katedry Prawa Administracyjnego UŁ. W 1964 nadano mu stopień naukowy doktora nauk prawnych. W 1970 uzyskał na Uniwersytecie Wrocławskim stopień doktora habilitowanego nauk prawnych na podstawie pracy Decyzja administracyjna – współczesne problemy. W 1976 nadano mu tytuł profesora nadzwyczajnego nauk prawnych, a w 1983 profesora zwyczajnego nauk prawnych.
W latach 1972–1981 kierował Zakładem Zarządzania Gospodarką Narodową, w latach 1981–2002 Katedrą Postępowania Administracyjnego Wydziału Prawa i Administracji Uniwersytetu Łódzkiego. W latach 1973–1978 pracował również w Akademii Spraw Wewnętrznych w Warszawie.
W latach 1990–1993 był sędzią Sądu Najwyższego, a w latach 1993–2000 sędzią Naczelnego Sądu Administracyjnego (Ośrodek Zamiejscowy w Łodzi).
Zasiadał w Komitecie Nauk Prawnych PAN (1975–1980), Centralnej Komisji do Spraw Stopni i Tytułów i Państwowej Komisji Akredytacyjnej w Zespole Kierunków Studiów Społecznych i Prawnych. W latach 1980–1981 był radnym Rady Narodowej miasta Łodzi.
Od 1960 był członkiem PZPR, od 1976 Łódzkiego Towarzystwa Naukowego
W PRL został odznaczony Złotym Krzyżem Zasługi, Krzyżem Kawalerskim i Krzyżem Oficerskim Odrodzenia Polski, a także Medalem 30-lecia Polski Ludowej i Medalem 40-lecia Polski Ludowej. W 2000 został odznaczony Krzyżem Komandorskim Orderu Odrodzenia Polski, w 2005 Krzyżem Komandorskim z Gwiazdą Orderu Odrodzenia Polski.
Pośmiertnie został uhonorowany publikacją: Idea kodyfikacji w nauce prawa administracyjnego procesowego. Księga pamiątkowa Profesora Janusza Borkowskiego, red. nauk. Zbigniew Kmieciak, Wojciech Chróścielewski (Warszawa 2018).
Zmarł 18 lutego 2012. Został pochowany 23 lutego 2012 na cmentarzu komunalnym Doły w Łodzi.